# Domènec Guansé i Salesas
Domènec Guansé i Salesas (Tarragona, 17 de març de 1894 - Barcelona, 1 de febrer de 1978) fou un periodista, novel·lista i traductor català.
Fill d'Estanislau Guansé i Ballester i d'Elena Salesas i Álvarez, naturals de Tarragona. Mentre treballava a una companyia elèctrica, va tenir una secció al Diario de Tarragona. En arribar a Barcelona, Rovira i Virgili, li va donar feina de crític teatral a La Publicitat. Va col·laborar, també, al setmanari Mirador des del 1929 fins al 1936. Fou un actiu periodista durant la República i activista després des de l'exili a Santiago de Xile. Allà va publicar algunes novel·les i va dirigir la revista Germanor. En tornar a Catalunya, va escriure uns títols biogràfics i reedità, amb el títol d'Abans d'ara, el llibre Retrats literaris (Mèxic, 1947).
Es conserven les seves cartes amb Josep Tarradellas, que van aparèixer a la revista Els Marges el 2017. Josep Pla el va descriure com un "home donat al raonament, bon escriptor, lleugerament fanàtic".

## Obra[5]

### Novel·la
- La millor de totes, 1925
- Les cadenes d'Eva, 1932
- Una nit, 1935
- La pluja d'or, 1950
- Laberint, 1952

### Narrativa breu
- La raça, 1922
- La clínica de Psiquis, 1926
- La venus de la careta, 1927
- Carnaval a Venècia, 1927
- Com vaig assassinar Georgina, 1930

### Teatre
- Ball de màscares, 1928
- Un amor discret, 1929
- Aventura, Mirador, 1929
- El fill de la Ninon, 1934
- Volia ser feliç!..., 1936
- Una noia és per a un rei, 1937

### Assaig
- Per Catalunya! Contra una antologia escolar, 1934.
- Pompeu Fabra, 1934.
- Cataluña y el imperialismo castellano, 1944.
- Ruta d'Amèrica (del carnet d'un exiliat), 1944.
- Retrats literaris, 1947.
- La constant inconstància catalana, 1951.
- Cataluña en el ruedo hispánico: Posibles puntos de acuerdo, 1956.
- L'art catalá, dins Llibre blanc de Catalunya, 1956.
- Rima, memòria, poesia... El paradís recobrat, 1958.
- Joan Maragall: Maragall en la vida nacional catalana..., 1960.
- Margarida Xirgu, 1963.
- Escultura de Claudi Tarragó, 1964.
- Abans d'ara: Retrats literaris, 1966 [edició crítica de Josep Bargalló, 1994].
- Josep Anselm Clavé: Apòstol, agitador i artista, 1966.
- El senyor Esteve actual, 1968.
- Història de Barcelona il·lustrada, 1972.
- Josep Queralt i Clapés i les edicions de Proa, dins Commemoració dels 500 anys del llibre imprès en català, 1972.
- De Maragall a l'exili: Assaigs de crítica literària [edició a cura d'Albert Manent], 1994.
- París-Santiago de Xile (quatre visions d'un mateix viatge a l'exili), 1994.
- Correspondència amb Agustí Bartra des de l'exili xilè (cartes de C. A. Jordana, Guansé i Francesc Trabal amb Agustí Bartra; edició a cura de Jaume Aulet), 2005.
- La revolució cívica. Articles de La Publicitat (1937-1939) [edició a cura de Francesc Foguet]. Valls: Cossetània Edicions, 2008.
- Retrats de l'exili. Martorell: Adesiara Editorial, 2015.
- Panorama crític de la literatura catalana d’entreguerres. Barcelona: Publicacions de l'Abadia de Montserrat, 2022.